# ملویل پوپو
ملویل پوپو (فرانسوی: Melvil Poupaud‎؛ زادهٔ ۲۶ ژانویهٔ ۱۹۷۳) بازیگر، کارگردان فیلم، فیلم‌نامه‌نویس، فیلم‌بردار، آهنگساز و تدوین‌گر اهل فرانسه است. وی از سال ۱۹۸۳ میلادی تاکنون مشغول فعالیت بوده‌است.
از فیلم‌ها یا برنامه‌های تلویزیونی که وی در آن نقش داشته‌است، می‌توان به وقت رفتن، مسابقه سرعت، عاشق، لوک خوش شانس، جزیره گنج، به‌هرحال لارنس، شهر دزدان دریایی، ویکتوریا، زمان دوباره به‌دست آمد، اسرار لیسبون، ژان دو باری و کنار دریا اشاره کرد.